# Bephratelloides paraguayensis
Bephratelloides paraguayensis är en stekelart som först beskrevs av Crawford 1911.  Bephratelloides paraguayensis ingår i släktet Bephratelloides och familjen kragglanssteklar. Inga underarter finns listade.